# CBVT-DT

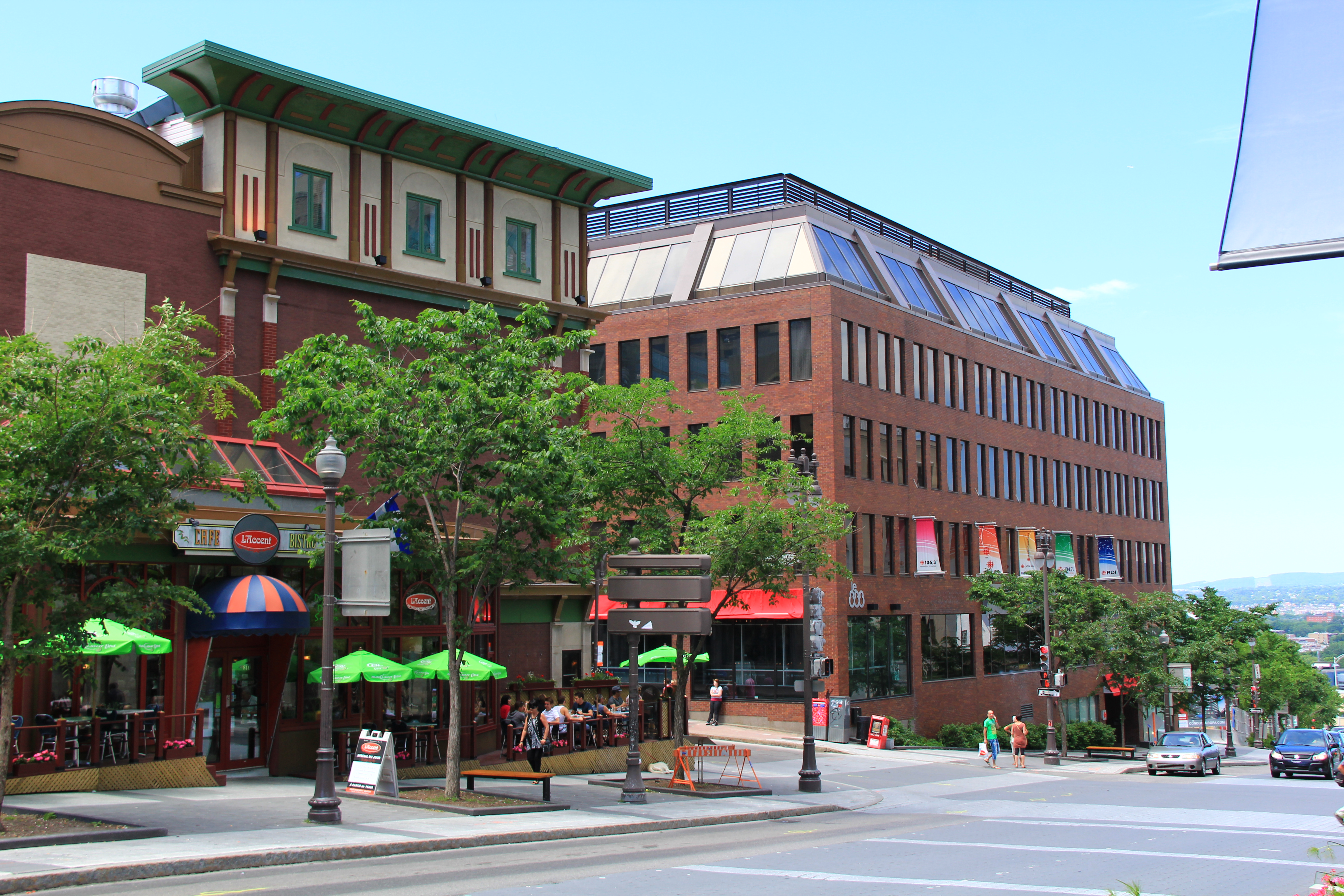
Les bureaux de Radio-Canada Québec se trouvent au coin de la rue Saint-Jean et l'avenue Honoré-Mercier.

CBVT-DT (qui s'identifie en ondes sous le nom de ICI Québec) est une station de télévision québécoise de langue française située dans la ville de Québec détenue par la Société Radio-Canada et faisant partie du réseau de ICI Radio-Canada Télé. Elle diffuse du sommet du Mont Bélair.

## Histoire
Jusqu'au lancement de CBVT le 7 septembre 1964, la programmation de Radio-Canada était assurée dans la région de Québec par CFCM, qui s'est affilié avec Télé-Métropole depuis cette date. CBVT était installé au Palais Montcalm, à côté des studios de la radio de Radio-Canada, la salle de spectacles du Palais servant à enregistrer des concerts pour le réseau. CBVT déménage en 1966 dans des nouveaux studios sur le boulevard Laurier.

## Programmation
CBVT produit depuis plusieurs années les émissions La Semaine verte (agriculture) et Second regard (religieux).
Localement, Le Téléjournal-Québec est produit tous les soirs à 18 h. L'édition du midi est diffusée en simultané sur les stations Radio-Canada dans l'Est du Québec.

## Télévision numérique terrestre et haute définition
Un signal numérique haute définition a été mis en ondes le 20 janvier 2006 au canal 12 (virtuel 11.1).
Le ré-émetteur du réseau CBC pour la ville de Québec, CBVE-TV, diffusait au canal 5 à partir de la tour de CFCM sur la rue Myrand. Après avoir éteint le canal 5 et mis fin à la diffusion en mode analogique de CBVT le 1er septembre 2011, le signal analogique de CBVE a été placé au canal 11 laissé vacant en réduisant la puissance à 33 kW sur le Mont Bélair. Il a été mis hors fonction onze mois plus tard. CBVT-DT diffuse exclusivement en mode numérique au canal 12.
En raison de problèmes de réception par les téléspectateurs et de l'interférence provenant de CFCF-DT de Montréal diffusant sur le même canal, CBVT-DT a été déplacé au canal 25 depuis le 21 septembre 2011.

## Antennes
La station opérait sept ré-émetteurs situés à Lac-Mégantic, Lac-Etchemin, Saint-Fabien-de-Panet, Beauceville, Tewkesbury, Stoneham et Thetford Mines.
En avril 2012, à la suite des compressions budgétaires, Radio-Canada a annoncé la fermeture de tous les émetteurs analogiques dès le 31 juillet 2012. L'émetteur numérique de Québec restera en fonction.